# Habibs Minneslopp
Habibs Minneslopp är ett travlopp för fyraåriga varmblodstravare som körs på Klosterskogen Travbane i Skien i Norge varje år i april sedan 1999. Det är ett Grupp 2-lopp, det vill säga ett lopp av näst högsta internationella klass. Loppet körs över medeldistans 2100 meter med autostart. Förstapris är 125 000 norska kronor. Fram till 2015 var förstapris 200 000 norska kronor.

## Vinnare
| År   | Häst               | Kusk                   | Tränare               | Tid    |
| ---- | ------------------ | ---------------------- | --------------------- | ------ |
| 2019 | Gretzky B.R.       | Magnus Teien Gundersen | Geir Vegard Gundersen | 1.13,4 |
| 2018 | Waffle Cone        | Frode Hamre            | Frode Hamre           | 1.15,9 |
| 2017 | Born in the U.S.A. | Eirik Höitomt          | Eirik Höitomt         | 1.15,0 |
| 2016 | Twister Bi         | Jeppe Juel             | Jerry Riordan         | 1.13,4 |
| 2015 | Kapow Hanover      | Björn Goop             | Frode Hamre           | 1.14,8 |
| 2014 | Dante Boko         | Lutfi Kolgjini         | Lutfi Kolgjini        | 1.13,9 |
| 2013 | Thai Broadway      | Gunnar Austevoll       | Trond Anderssen       | 1.17,4 |
| 2012 | Viking Frecel      | Vidar Hop              | Vidar Hop             | 1.15,2 |